# Segers (cráter)
Segers es un pequeño cráter de impacto perteneciente a la cara oculta de la Luna. Se encuentra alrededor de un diámetro de distancia al este del cráter mucho más grande Millikan. Al norte de Segers se halla von Békésy.
|  |

Segers es inusual porque todos sus cráteres satélite tienen un diámetro mayor que el propio cráter principal. Su contorno es aproximadamente circular, con un interior en forma de cuenco. El borde no aparece significativamente desgastado por la erosión producida por otros impactos, manteniendo un perfil afilado. La pared interior tiene un albedo relativamente alto, dando al cráter un aspecto brillante.

## Cráteres satélite
Por convención estos elementos son identificados en los mapas lunares poniendo la letra en el lado del punto medio del cráter que está más cercano a Segers.
|        | \| Segers \| Coordenadas \| Diámetro \| \| ------ \| ------------------------------ \| -------- \| \| H \| 46°42′N 129°00′E / 46.7, 129.0 \| 29 km \| \| M \| 44°30′N 127°36′E / 44.5, 127.6 \| 54 km \| \| N \| 44°00′N 127°30′E / 44.0, 127.5 \| 27 km \| |          |
| Segers | Coordenadas | Diámetro |
| H      | 46°42′N 129°00′E / 46.7, 129.0 | 29 km    |
| M      | 44°30′N 127°36′E / 44.5, 127.6 | 54 km    |
| N      | 44°00′N 127°30′E / 44.0, 127.5 | 27 km    |